# Renfe série 319-20
À la fin des années 1970, les machines de la série 319.0 construites par la MACOSA commencent à présenter de gros problèmes dans le fonctionnement de leurs générateurs, des déficiences dans le câblage électrique, et d'inquiétants signes de corrosion des carrosseries (probablement dus à la salinité rencontrée sur certaines lignes parcourues). Fin 1982, la Renfe passe un accord avec MACOSA pour la reconstruction intégrale des 20 premières unités de la série, les 319-001 à 021.

## Conception

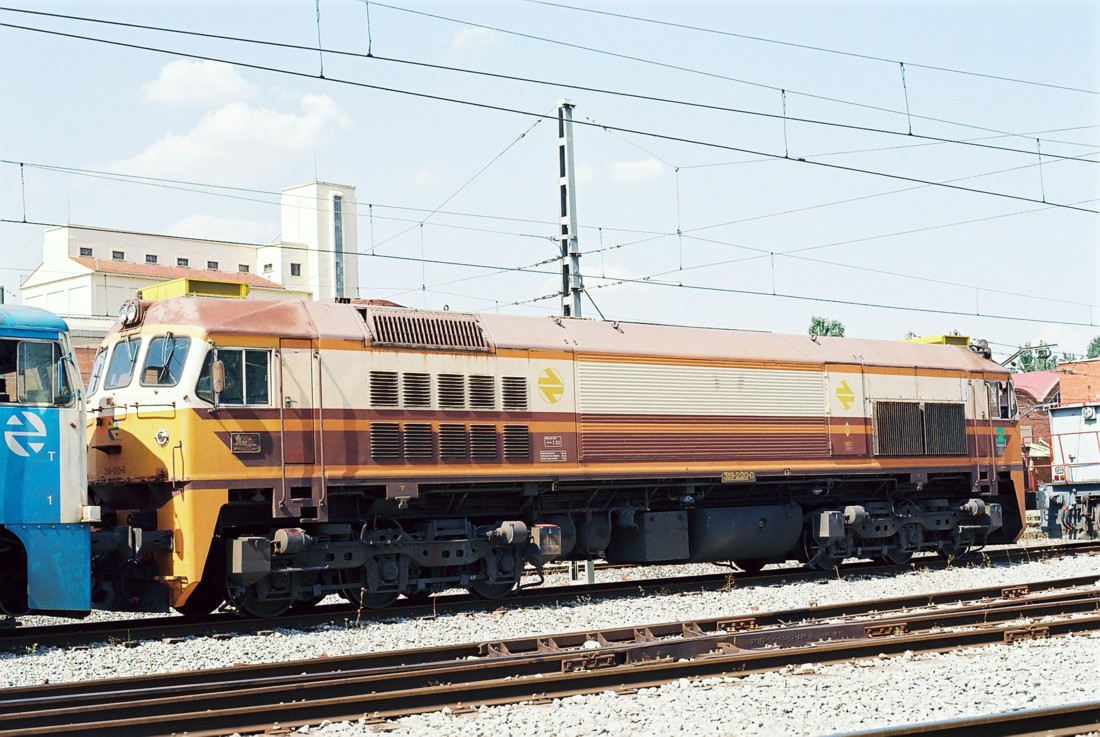
La 319-220 à Miranda de Ebro le 9 aout 2003

Seuls certains éléments des machines d'origine sont récupérés, tels que les moteurs, les radiateurs, les filtres, les générateurs auxiliaires, les tachygraphes et les bogies.
La caisse est entièrement nouvelle, ainsi que les moteurs électriques de traction et les modules électroniques de contrôles basés sur le type J-26CW/AC de General Motors. Le premier travail, la démolition des locomotives d'origine, est effectué dans les ateliers renfe de Valence-Fuente de San Luis. Tous les éléments récupérés sont directement envoyés chez MACOSA. Dans l'usine de Valence, on procède déjà à la construction des nouvelles caisses, directement dérivées d'un modèle construit par la firme au début des années 1980 pour les chemins de fer irakiens. Ce qui vaudra à la série son premier surnom : Iraquies (les Irakiennes). Les cabines sont équipées de trois vitres frontales blindées et le revêtement intérieur est à base de matériaux isolants afin de faciliter l'insonorisation et l'isolement thermique. L'équipement électrique, entièrement neuf, est fourni par la firme WESA. Le générateur principal est de type triphasé/continu modèle AR-10/D 14 de General Motors. La transmission est identique à celle qui équipe la série 333.0. La grande nouveauté est constituée par les modules de contrôle électroniques, au nombre de 15 sur chaque locomotive. Les bogies sont équipés de nouveaux moteurs électriques de traction et de nouveaux réducteurs. Le système de freinage, lui aussi entièrement neuf, est fourni par DIMETAL. Étant uniquement prévue pour la remorque des trains de marchandises, la série n'est pas équipée de cablots de chauffage. Toutes les unités construites sortent d'usine dans la livrée Renfe de l'époque (jaune et bleu), sauf les deux dernières sur lesquelles il est décidé d'appliquer la livrée "Estrella". Toute la série reçoit de nouvelles plaques de construction avec de nouveaux numéros de fabrication : n° 1740 à 1749 de 1984 pour les 319-201 à 210, et 1750 à 1759 de 1985 pour les 319-211 à 220.

## Service

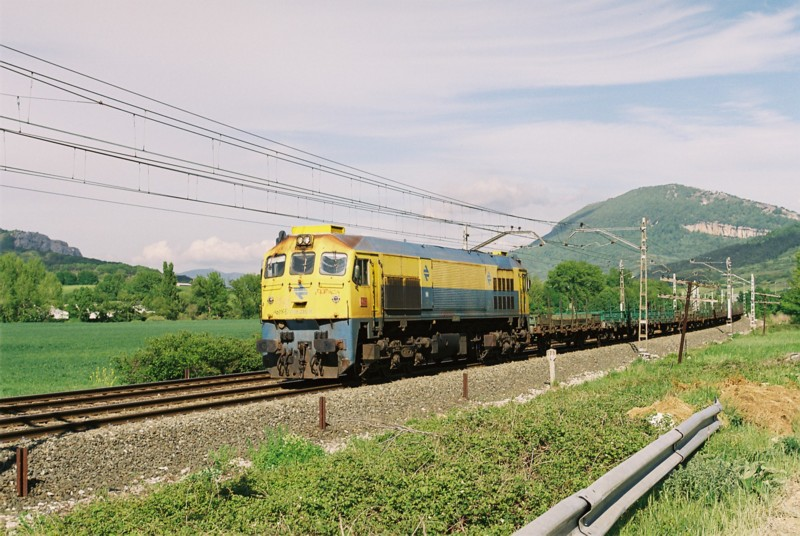
la 319-216 à Egino (Alava) le 9 mai 2006

Les deux premières unités sont livrées en juillet 1984. La Renfe décide de les intégrer dans la série 319, mais en créant une nouvelle sous-série, 319-200. La campagne d'essais a lieu sur la ligne de Sagonte à Teruel, en tête de trains de marchandises de 545 tonnes et en rampe de 21,5 mm/m. Avec un rythme de livraison de deux unités par mois, la moitié de la série est déjà disponible fin 1984. Toutes sont affectées au dépôt de Valence-Fuente de San Luis et utilisées en tête des trains de marchandises. Les deux dernières unités sont livrées en juillet 1985. Toutes regroupées à Valence, elles ont un roulement commun avec les 319 restées en état d'origine. On les retrouve en tête de trains de produits chimiques, d'hydrocarbures, mais aussi d'agrumes. Elles assurent également, en double traction, la remorque des trains de charbon des mines de Ojos Negros jusqu'à leur suppression intervenue en 1986.
En 1987, les 319-202 à 205 sont mutées au dépôt de Madrid-Atocha pour la remorque des trains de marchandises entre Badajoz et Ciudad Real. Bien qu'uniquement prévues pour un service fret, ces machines se retrouvent ponctuellement en tête de trains de voyageurs au cours de cette période. Entre 1985 et 1991, il est assez fréquent de voir une double traction de 319-200 en tête de l'Estrella Sol de Levante Valence- Saragosse via Teruel. On les retrouve également en tête des trains supplémentaires acheminant des saisonniers vers la France à l'occasion des vendanges.
En 1988, le gouvernement espagnol décide la construction de la première ligne AVE à grande vitesse entre Madrid et Séville. Les machines nécessaires aux travaux proviendront de la mise en voie normale d'unités déjà existantes. Après avoir étudié diverses possibilités, entre autres la transformation des 308, c'est finalement la série 319-200 qui est retenue. L'adaptation à la voie normale est réalisée dans les usines MACOSA de Valence, avec modification de la timonerie de frein. Neuf machines sont concernées : les 319-201 et 202, 204, 206 et 207, 212, 214, 216 et 217. Une fois terminés les travaux en 1992, toutes ces machines retournent à Valence et sont remises en voie large. Toute la série, à nouveau au complet, est alors mutée au dépôt de Saragosse-Delicias afin de remplacer les 319 d'origine massivement réformées pour être transformées en 319.20, 319.3 ou 319.4. On peut alors les voir à Soria, Lérida, ou Miranda del Ebro. Elles assurent également la remorque des trains de céréales sur la ligne de Canfranc. Entre 1993 et 1996, six unités sont détachées au dépôt d'Orense pour service en Galice. Leur manque d'adhérence les fait rapidement remplacer par les 319.4 plus modernes.
La 319-212 émigre en Andalousie en 1996, pour divers services autour de Bobadilla. À la fin de l'année, la 319-213 est également mutée à Barcelone pour la formation du personnel. Elle y commence du service début 1997, et la dotation du dépôt augmente progressivement, jusqu'à atteindre six unités fin 1999. 1996 voit aussi l'attribution de quelques machines au dépôt de Miranda del Ebro.
Un certain nombre de locomotives reçoivent la nouvelle livrée grise et jaune de l'UN de traccion à partir de 1991. Au cours des années 1990, les 319-212, 218, et 219 sont équipées de l'air conditionné.
Fin 1999, toute la série appartenait à l'UN "Cargas", à l'exception de la 319-212 du dépôt de Séville dépendant de l'UN "Transportes Combinados".
En 2004, les 319-200 sont affectées à Valence-Fuentes de San Luis (319-201, 203, 209,), Miranda del Ebro (319-202, 207, 208, 210, 213, 216, 217), Saragosse (319-204, 211, 215, et 220), Barcelone-Can-Tunis (319-205, 206 et 219), et Orense (319-212 et 214). Elles appartiennent toutes à la nouvelle UN "Mercancias". La 319-220 porte encore la livrée "Estrella", et les 319-205, 207, 209 à 211 et 215 à 216 sont toujours en livrée bleu et jaune.